# Crecimiento inteligente

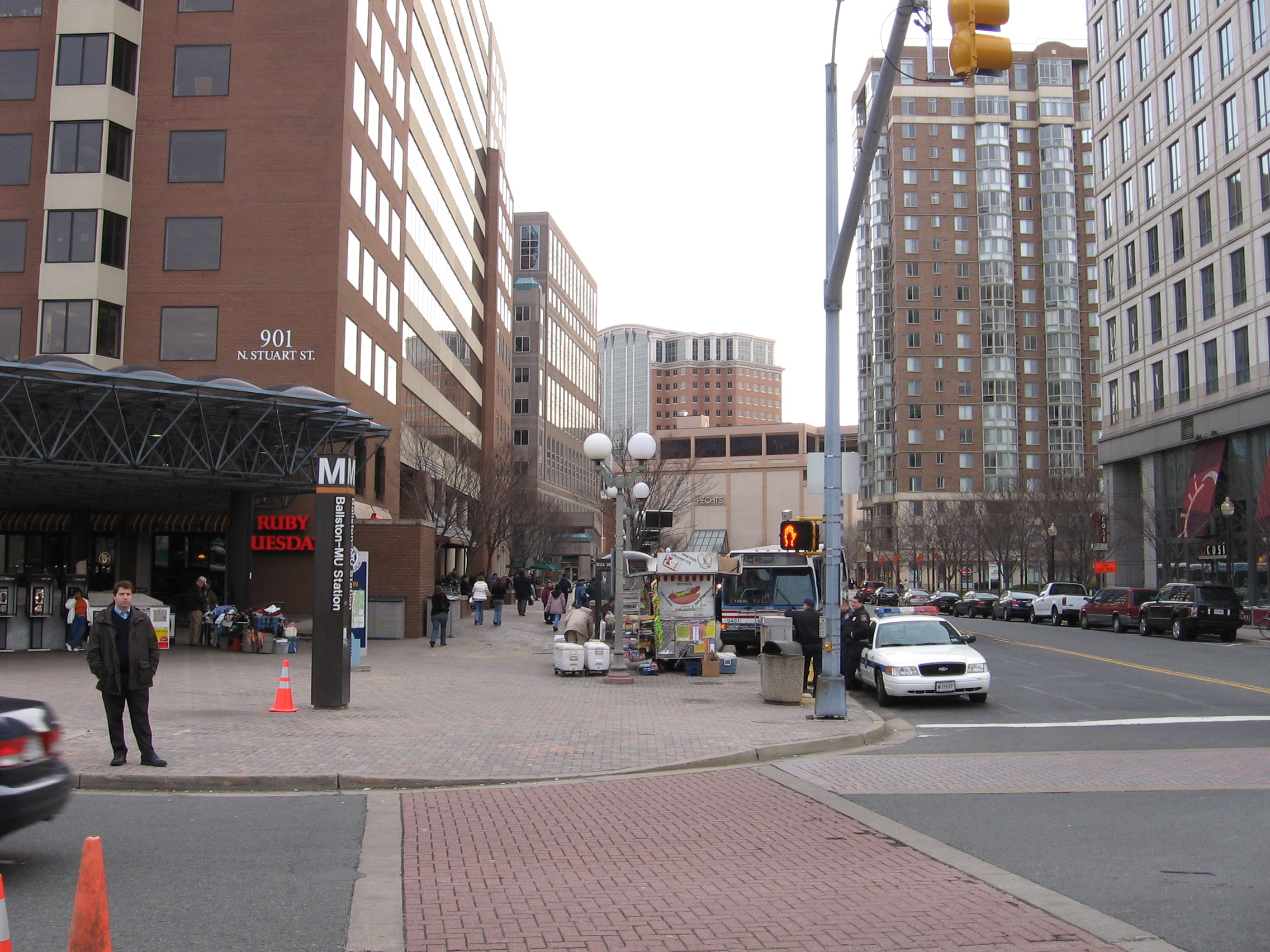
El vecindario Ballston de Arlington, Virginia es una zona de desarrollo orientada al transporte público, un ejemplo del concepto de crecimiento inteligente.

El crecimiento inteligente es una teoría de planificación urbana y de transporte desarrollada desde los años 1990, que propone concentrar el crecimiento en centros compactos y caminables para evitar la dispersión. Así mismo incentiva usos de suelo de alta densidad, con transporte público y vías adecuadas para los ciclistas, incluyendo escuelas vecinales, calles completas y desarrollo de usos mixtos con variedad de oportunidades de vivienda. Se encuentra íntimamente ligado a los conceptos de Compact City e intensificación urbana.
El crecimiento inteligente valora aspectos de sostenibilidad regionales y de largo plazo, por encima de los enfoques cortoplacistas. Dentro de sus metas está el lograr en el nuevo ámbito urbano un sentido de comunidad y de lugar en sus habitantes, y la expansión del rango de oportunidades de transporte, trabajo y vivienda, distribuyendo equitativamente el costo de los beneficios del desarrollo, preservando y procurando los recursos naturales y culturales, mientras que se promueve la salud pública.

## Concepto
El concepto de «crecimiento inteligente» ha surgido en los últimos 10-20 años, impulsado por los nuevos «guardianes» (new guard): planificadores urbanos, arquitectos, desarrolladores, visionarios innovadores, activistas comunitarios y conservacionistas de lo histórico. El crecimiento inteligente es un término que ya ha sido codificado en las regulaciones federales y estatales en Estados Unidos. Cuenta con varias vertientes, pero los principios básicos son generalmente similares; siendo las variaciones de un mismo concepto con distinto énfasis, incluyendo:
- Crecimiento Inteligente: Ciudad inteligente
- Nuevo urbanismo.
- Nuevo Diseño Comunitario: Community design#definitions
- Desarrollo Sostenible: Desarrollo sostenible
- Desarrollo Urbano Tradicional: New Urbanism#Background
- Manejo de Recursos: Manejo del recurso tierra
- Conservación de Tierras: Conservación ambiental
- Prevención de la Expansión Urbana: en:Smart_growth#Smart growth, urban sprawl and automobile dependency
- Conservación de espacios abiertos: en:Urban open space#Benefits
- Creación de sentido de lugar: en:Sense of place#Developing a sense of place
- Mejores Prácticas de Desarrollo: Buenas prácticas
- Conservación para el Desarrollo: Desarrollo sostenible
- Contabilidad del Triple balance Personas/Planeta/Ganancia Triple bottom line TBL / 3BL
- Los tres pilares capital humano/capital natural/capital creado: Educación permanente, Recursos naturales y Espíritu empresarial

## Los diez principios
En EE. UU. existe un decálogo recomendado para el crecimiento inteligente
- 1. Desarrollo de zonas de usos mixtos
- 2 Explotar edificaciones con diseño compacto
- 3 Crear una selección de viviendas diferentes
- 4 Crear centros compactos y caminables
- 5 Fomentar comunidades distintivas y atractivas con un fuerte sentido de lugar
- 6 Conservar los espacios abiertos, campos agrícolas, la belleza natural y las áreas ambientales decisivas
- 7 Fortalecer los enlaces y dirigir el desarrollo simpátrico entre las comunidades existentes
- 8 Proveer una variedad de opciones de transporte
- 9 Tomar decisiones de desarrollo que son predecible, visiblemente justo y evidentemente rentable
- 10 Buscar la colaboración de todos los interesados en las decisiones de desarrollo los barrios